# Hypobromite

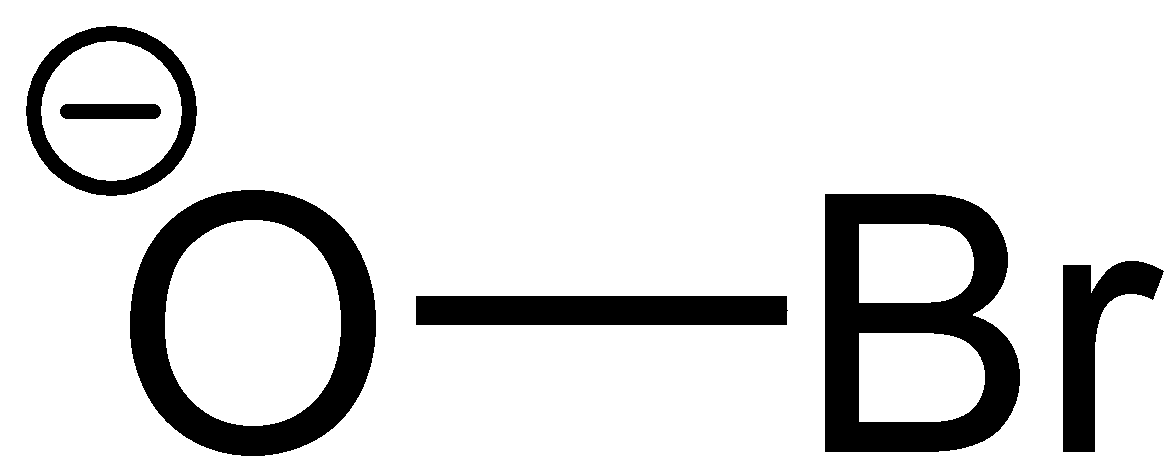
Das Hypobromit-Ion

Als Hypobromite werden die Salze der Hypobromigen Säure bezeichnet. Brom liegt hierbei in der Oxidationsstufe +1 vor. 
Hypobromite können durch Reaktion von Brom mit Laugen erhalten werden. Molekulares Brom disproportioniert hierbei zu Bromid und Hypobromit. Durch Kristallisation kann dann das Hypobromitsalz vom Bromidsalz abgetrennt werden.
{\displaystyle \mathrm {Br_{2}\ +\ 2\ NaOH\longrightarrow \ NaOBr\ +\ NaBr\ +\ H_{2}O} }
Im Bromwasser findet diese Disproportionierung ebenfalls statt, weshalb es schwach sauer reagiert.
{\displaystyle \mathrm {Br_{2}\ +\ 3\ H_{2}O\longrightarrow \ Br^{-}\ +\ BrO^{-}\ +\ 2\ H_{3}O^{+}} }
Hypobromite sind nicht stabil und disproportionieren zu Bromiden und Bromaten, weshalb sie bei 0 °C hergestellt und aufbewahrt werden müssen.
{\displaystyle \mathrm {3\ OBr^{-}\longrightarrow \ 2\ Br^{-}\ +\ BrO_{3}^{-}} }

## Verwendung
Hypobromite werden im chemischen Labor als Reagenz bei der Hofmann-Umlagerung eingesetzt. Dabei entstehen aus Carbonsäureamiden primäre Amine.